# XPeke
Enrique Cedeño Martínez (Múrcia, 24 d'abril de 1992), més conegut per xPeke, és un jugador professional espanyol retirat del joc multijugador en línia League of Legends. És també el fundador de l'equip d'eSports Origen.
Com a jugador és considerat un dels millors de tots els temps, on destaquen els seus èxits com a mid-laner amb l'equip europeu Fnatic, amb qui va guanyar tres títols europeus de la LEC (sent escollit MVP de l'any 2013) i la primera temporada dels World Championships l'any 2011.